# LATAM 콜롬비아의 운항 노선
아래는 LATAM 콜롬비아의 취항지 목록으로 자회사인 LATAM 아르헨티나, LATAM 페루, LATAM 항공, LATAM 에콰도르도 포함된다.(2012년 1월 현재)
북아메리카
 아루바
- 오라녜스타트 - 레이나 베아트릭스 국제공항

 미국
- 마이애미 - 마이애미 국제공항

남아메리카
 브라질
- 상파울루 - 상파울루 구아룰류스 국제공항

 칠레
- 산티아고 - 코모도로 아르투로 메리노 베니테스 국제공항

 콜롬비아
- 아파르타두 - 안토니오 롤단 국제공항
- 바랑키야 - 에르네스트로 코르티소스 국제공항
- 보고타 - 엘도라도 국제공항 허브
- 부카라망가 - 팔로네그로 국제공항
- 칼리 - 알폰소 보니야 아라곤 국제공항
- 카르테헤나 - 라파엘 누녜스 국제공항
- 쿠쿠타 - 까밀로 데자 국제공항
- 이바게 - 페랄레스 공항
- 레티시아 - 바스케스 코보 국제공항
- 메데인 - 호세 마리아 코르도바 국제공항
- 메데인 - 올리비아 하리야 공항 포커스 시티
- 몬테니아 - 로스 가르조스 공항
- 네이바 - 베니토 살라스 공항
- 페레이라 - 마테카냐 국제공항
- 푸에르토아시시 - 트레스 델 마요 공항
- 키브도 - 엘카라노 공항
- 산안드레스 - 구스타보 로하스 피니야 국제공항
- 산타마르타 - 시몬 볼리바르 국제공항
- 바예두파르 - 알폰소 로페스 푸마레호 공항
- 비야비센시오 - 라반구아디아 공항
- 요팔 - 엘알까라반 공항